# Centre de recherche et d'information socio-politiques
 (juin 2021).
Le Centre de recherche et d’information socio-politiques (CRISP) est un organisme indépendant de recherche fondé à Bruxelles en 1958 par Jules Gérard-Libois. Présidé par Vincent de Coorebyter, dirigé par Jean Faniel et Pierre Blaise, il est spécialisé dans l’étude de la vie politique, économique et sociale de la Belgique.
Il publie depuis 1959 une collection de monographies scientifiques, le Courrier hebdomadaire du CRISP (plus de 2 250 numéros) ; des ouvrages courts, les Dossiers du CRISP (plus de 80 numéros) ; des livres (environ 50 titres, hors secteur africain) ; des articles courts, Les @nalyses du CRISP en ligne. Il met également à disposition différents outils en ligne : un Vocabulaire politique ; un Répertoire permanent de l’actionnariat des entreprises wallonnes (plus de 80 000 sociétés) ; la composition des gouvernements (nationaux, régionaux ou de Communauté) depuis 1944.